# Jakob Oeckhl
Johann Jakob Oeckhl (auch: Eckel, Eckl oder Eggl; * um 1670 in Salzburg; † 22. Dezember 1754) war ein österreichischer Baumeister des Barock.

## Leben
Jakob Oeckhl wurde als Sohn eines Maurers oder Bauern geboren. Er heiratete 1696 in Wien. Nach dem Tode seiner Frau im Jahre 1719 heiratete er Maria Anna Angerer. Ihr Sohn Josef Anton Oeckhl von Helmberg wurde Reichshofratskanzleischreiber und 1753 in den Adelsstand erhoben. Als Maria Anna 1728 starb, erbte Jakob Anteile an zwei Häusern. Er heiratete erneut, Maria Anna Waller. Oeckhl leistete 1714 in Wien den Bürgereid als Maurermeister. Oeckhls wichtigstes Werk ist die Jakobuskirche in Kaltenleutgeben, deren Bau er nicht nur selbst plante und ausführte, sondern auch selbst finanzierte. Er errichtete die Kirche aufgrund eines Gelübdes für die gute Geburt seines ersten Kindes. Oeckhl besaß zahlreiche Häuser in Wien, etwa das Palais Oeckhl am Schwarzenbergplatz, sowie in Salzgries und Kaltenleutgeben. Er war 1740 Angehöriger des Inneren Stadtrates der Stadt Wien. 
Oeckhl wurde 1754 in der Gruft der Wiener Schottenkirche begraben, was eine hohe Auszeichnung war.

## Werke

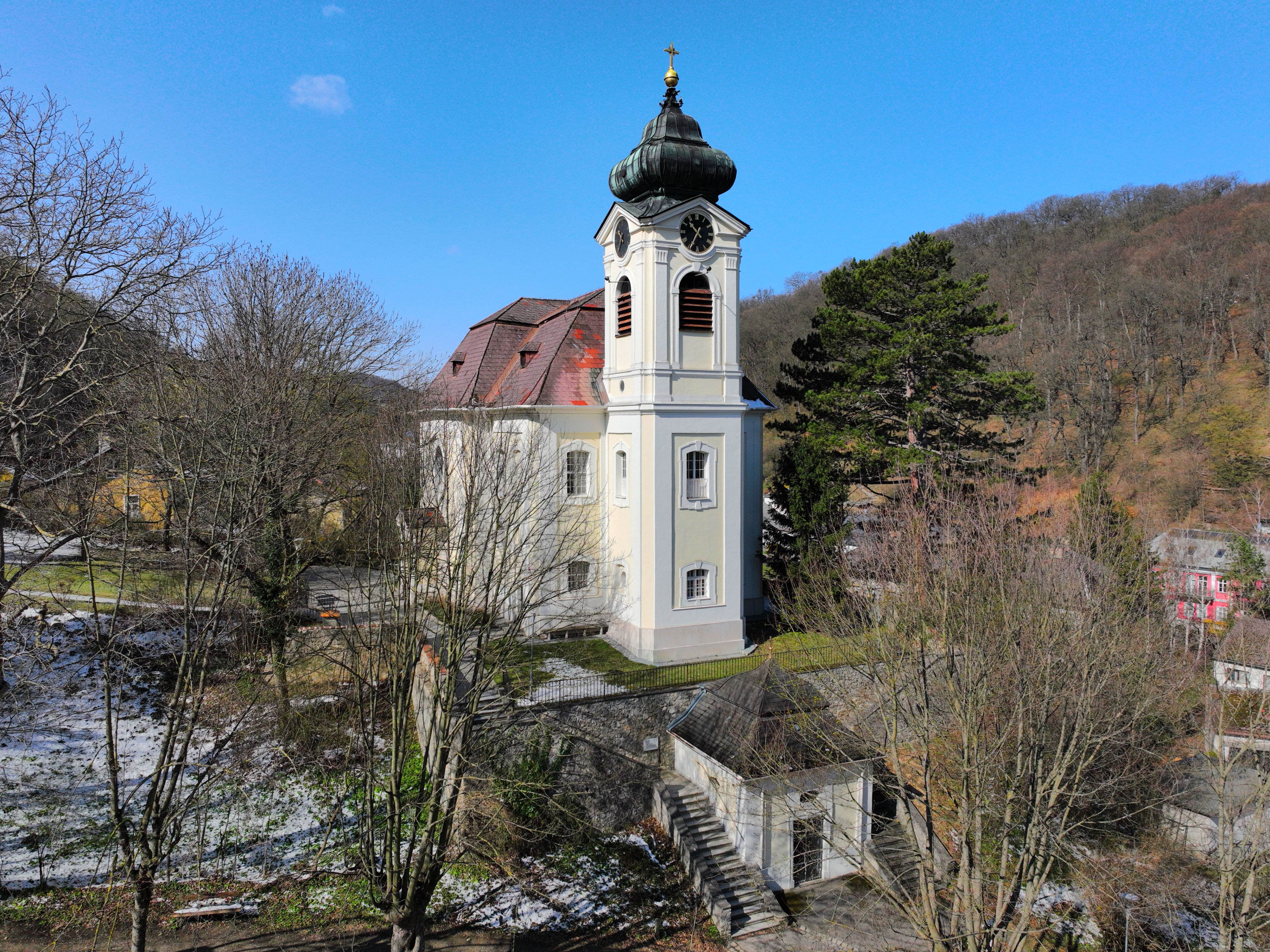
Pfarrkirche Kaltenleutgeben

- 1708: Haus zur goldenen Säule in Wien-Josefstadt
- 1718: nach einem Entwurf von Domenico d’Angeli die Pfarrkirche Niederhollabrunn
- 1729–1732: Pfarrkirche Kaltenleutgeben
- 1732: Michaeler Durchhaus in der Habsburgergasse 14
- 1734: Oeckhls Ziegelofen in der Landstraße 636